# Artikel 5 des Grundgesetzes für die Bundesrepublik Deutschland
Artikel 5 des deutschen Grundgesetzes (GG) schützt in Abs. 1 fünf eigenständige Grundrechte, nämlich die die Meinungs-, Informations-, Presse-, Rundfunk- und Filmfreiheit (sogenannte Kommunikationsgrundrechte). Beschränkt werden diese Rechte gem. Art. 5 Abs. 2 GG durch die allgemeinen Gesetze sowie den Jugendschutz und das Recht der persönlichen Ehre (Ehrenschutz).
Art. 5 Abs. 3 GG schützt außerdem die Freiheit von Wissenschaft, Forschung und Lehre sowie die Kunstfreiheit. Hierbei handelt es sich um weitere Formen der Kommunikation, die das Grundgesetz als besonders schutzwürdig erachtet. Daher können diese Grundrechte lediglich durch kollidierendes Verfassungsrecht eingeschränkt werden.

## Normierung
Art. 5 GG lautet seit Inkrafttreten des Grundgesetzes am 24. Mai 1949 wie folgt:

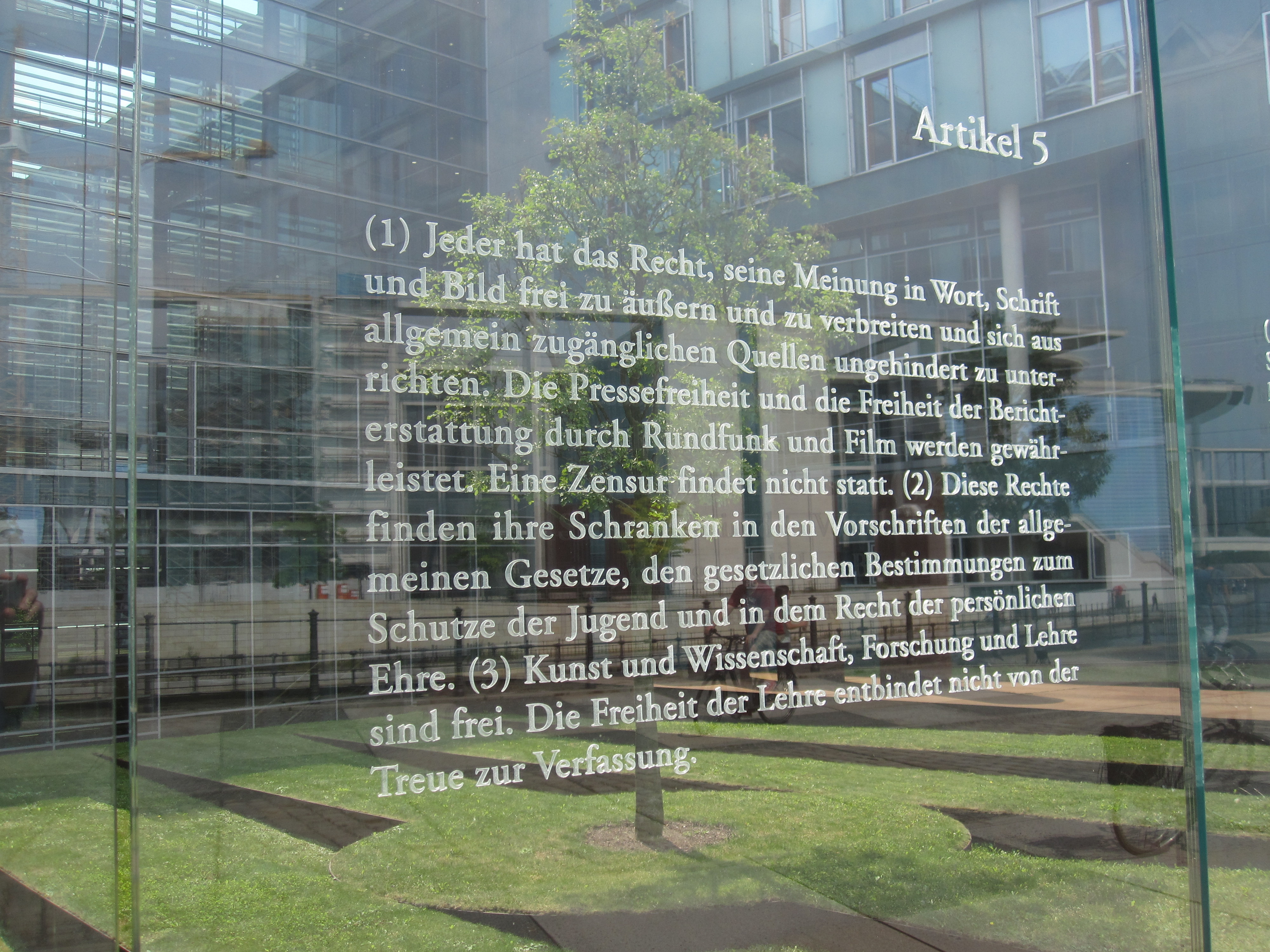
Artikel 5 des Grundgesetzes – eine Arbeit von Dani Karavan an den Glasscheiben zur Spreeseite beim Jakob-Kaiser-Haus des Deutschen Bundestags in Berlin

(2) Diese Rechte finden ihre Schranken in den Vorschriften der allgemeinen Gesetze, den gesetzlichen Bestimmungen zum Schutze der Jugend und in dem Recht der persönlichen Ehre.
Die Gewährleistungen des Art. 5 GG bezwecken den Schutz der freien Kommunikation. Zu diesem Zweck garantiert die Verfassungsnorm zahlreiche Freiheiten, die einen Bezug zur freien Kommunikation aufweisen.
Bei Art. 5 GG handelt es sich wie bei allen Freiheitsrechten um ein Abwehrrecht des Bürgers gegen den Staat. Es ermöglicht daher die Abwehr hoheitlicher Eingriffe in die geschützten Freiheitsbereiche. Darüber hinaus enthalten einige Garantien der Norm Gestaltungsaufträge an den Staat sowie Verfahrens- und Einrichtungsgarantien. Besonders deutlich trifft dies auf die Rundfunkfreiheit zu. Dieser entnimmt das Bundesverfassungsgericht, wie das deutsche Rundfunkwesen strukturiert sein muss. Schließlich strahlt Art. 5 GG als Verfassungsrecht auf untergeordnete Normen aus, etwa auf das Zivil- und das Strafrecht. Diese mittelbare Drittwirkung ist beispielsweise im Bereich der Berichterstattung und der Ehrdelikte von großer Bedeutung.

### Verwirkung
Wer sein Recht auf freie Meinungsäußerung als Waffe im Kampf gegen die freiheitliche demokratische Grundordnung missbraucht, verwirkt dieses Grundrecht gemäß Art. 18 GG. Bislang wurde noch in keinem Fall eine Verwirkung des Rechts auf freie Meinungsäußerung ausgesprochen.

## Entstehungsgeschichte
Nachdem die Freiheit der Kommunikation in der Zeit des Feudalismus und der des Absolutismus unterdrückt wurde, wuchs in der Bevölkerung durch den Einfluss der Aufklärung das Bedürfnis nach ungehinderter Kommunikation, insbesondere in politischer Hinsicht.

### Bundesakte
Auf dem Gebiet der deutschen Staaten richteten sich Reformbestrebungen zunächst gegen die starke hoheitliche Vorzensur. Diese hatte zur Folge, dass Presseerzeugnisse nur mit Genehmigung einer hoheitlichen Institution veröffentlicht werden durften. Die Bundesakte des Deutschen Bundes, ein völkerrechtlicher Vertrag zwischen deutschen Staaten von 1815 forderte die beteiligten Staaten dazu auf, die Pressefreiheit in ihren Rechtssystemen zu garantieren. Derartige Gewährleistungen nahmen einige Staaten in ihre Verfassungen auf. Wieder eingeschränkt wurde die Liberalisierung des Äußerungsrechts allerdings durch die Karlsbader Beschlüsse von 1819, in deren Folge insbesondere die größeren deutschen Staaten weiterhin eine umfassende Pressezensur betrieben.

### Paulskirchenverfassung
Verfassungsrechtlichen Schutz sollten Meinungs- und Pressefreiheit durch § 143 der Paulskirchenverfassung von 1849 erhalten. Hiernach hatte jeder Deutsche das Recht, durch Wort, Schrift, Druck und bildliche Darstellung seine Meinung frei zu äußern. Durch § 152 WRV erfuhren ferner die Freiheit der Kunst und der Wissenschaft verfassungsrechtlichen Schutz. Wegen des Widerstands zahlreicher deutscher Staaten setzte sich diese Verfassung jedoch nicht durch, sodass deren Gewährleistungen keine Rechtswirkungen entfalteten. Im Anschluss an das Scheitern der Paulskirchenverfassung griffen jedoch einige spätere Verfassungen, etwa die preußische von 1850, einige ihrer Freiheitsgarantien auf.

### Reichsverfassungen
Die Reichsverfassung von 1871 enthielt keinen Grundrechtskatalog und gewährleistete daher auch keine Kommunikationsfreiheiten.
Garantiert wurde die Meinungsfreiheit durch Art. 118 der Weimarer Reichsverfassung. Diese Norm knüpfte in ihrem Wortlaut unmittelbar an § 143 der Paulskirchenverfassung an. Die Verfassung schützte ebenfalls die Freiheit von Kunst, Wissenschaft und Lehre. Nicht ausdrücklich geschützt wurde demgegenüber die Freiheit der Presse. Diese sah die damalige Rechtslehre allerdings bereits durch die Freiheit der Meinungsäußerung erfasst.
Keine praktische Geltung entfaltete die Garantie der Meinungsfreiheit in der Zeit des Nationalsozialismus. Durch die Notverordnung zum Schutze von Volk und Staat vom Februar 1933 sowie durch das Ermächtigungsgesetz vom März 1933 hoben die Nationalsozialisten die Bindung an die Grundrechte der Weimarer Reichsverfassung auf. Presse und Rundfunk unterstanden infolgedessen unmittelbar der Kontrolle durch den Staat. Gleichfalls unterdrückt wurden die Freiheit von Wissenschaft und Kunst. Dies geschah beispielsweise durch die Bücherverbrennung 1933, Ausstellungsverbote sowie durch Herabwürdigung der Künstler und ihrer Werke.

### Nachkriegszeit
Nach der Kapitulation Deutschlands und der Besetzung Deutschlands durch die Siegermächte begannen die westlichen Alliierten mit der Wiederherstellung der Kommunikationsfreiheiten. Ihren Abschluss fand diese Entwicklung bei der Ausarbeitung des Grundgesetzes durch den Parlamentarischen Rat, der zwischen 1948 und 1949 tagte. Dieses Gremium konzipierte mit Art. 5 GG eine umfassende Gewährleistung der Freiheit, an der öffentlichen Kommunikation ungehindert teilzunehmen. Gegenüber der Bestimmung der Weimarer Reichsverfassung enthielt Art. 5 GG einen erweiterten Schutz, indem er auch Nichtdeutsche einbezog, jede Vorzensur verbot, die Freiheit des Rundfunks sicherte sowie das Recht schützte, sich ungehindert aus allgemein zugänglichen Informationsquellen zu unterrichten.
Anders entwickelte sich der Schutz der Kommunikationsfreiheit in Ostdeutschland. Die Verfassung der DDR von 1949 (VerfDDR) gewährleistete ihrem Wortlaut nach zwar mit Art. 27 das Recht, die eigene Meinung frei und öffentlich zu äußern, allerdings musste diese Freiheit im Sinne der Verfassung ausgeübt werden, also im Sinne des Marxismus-Leninismus. Ähnliches galt für die durch Art. 34 VerfDDR gewährleistete Kunstfreiheit.
Seit Inkrafttreten des Grundgesetzes wurde Art. 5 GG in seinem Wortlaut nicht verändert. Wesentlich geprägt wurden dessen Garantien durch die Rechtsprechung des Bundesverfassungsgerichts, das Art. 5 GG als eine Grundlage des demokratischen Gemeinwesens betrachtet. Daher legt es dessen Gewährleistungen in seiner Spruchpraxis äußerst weit aus und misst ihnen eine hohe Bedeutung bei.

## Art. 5 Absatz 1 GG

### Schutzbereich
Art. 5 GG schützt den Bürger vor Eingriffen in seine Freiheit, an der öffentlichen Meinungsbildung mitzuwirken. Hierzu gewährleistet die Norm eine Freiheitssphäre, in die Hoheitsträger nur unter bestimmten Voraussetzungen eingreifen dürfen. Diese Sphäre wird als Schutzbereich bezeichnet. Sofern der Hoheitsträger in diesen eingreift und dies verfassungsrechtlich nicht gerechtfertigt ist, ist Art. 5 GG verletzt.

#### Persönlich
Art. 5 GG schränkt den Kreis der Grundrechtsträger nicht ein, sodass das Grundrecht jedermann schützt. Hierunter fallen natürliche Personen, Personenvereinigungen, insbesondere juristische Personen gemäß Art. 19 Absatz 3 GG, da die Freiheitsgarantien des Art. 5 GG ihrem Wesen nach auf diese anwendbar sind. Dies gilt jedoch lediglich für Personenvereinigungen mit Sitz im Inland. Ausländische juristische Personen erfahren keinen Schutz durch Art. 5 GG. Eine Sonderstellung nehmen Vereinigungen ein, die im EU-Ausland ansässig sind: Sofern diese in Deutschland tätig sind, können sie sich nach der Rechtsprechung des Bundesverfassungsgerichts wegen des Diskriminierungsverbots des Art. 18 des Vertrags über die Arbeitsweise der Europäischen Union wie inländische Vereinigungen auf Grundrechte berufen.
Sofern die juristische Person durch den Staat beherrscht wird, ist sie kein Grundrechtsträger, da sie als Bestandteil der öffentlichen Hand selbst an die Grundrechte gebunden ist. Grundrechtlichen Schutz erfahren jedoch öffentlich-rechtliche Rundfunkanstalten, da diese die Ausübung von Grundrechten durch Bürger fördern.

#### Sachlich
Art. 5 Absatz 1 GG gewährleistet die Meinungsfreiheit. Flankiert wird diese Bestimmung durch die Freiheit von Presse, Rundfunk und Film (Medienfreiheit) sowie durch das Recht, sich aus allgemein zugänglichen Quellen ungehindert zu unterrichten (Informationsfreiheit). Zusammengenommen werden diese Grundrechte in der Rechtswissenschaft auch als Kommunikationsgrundrechte bezeichnet. In einem weiteren Sinn wird in diesem Zusammenhang zudem auf die Versammlungsfreiheit (Art. 8 GG) als kollektive Ausübung der Meinungsfreiheit verwiesen.

##### Meinungsfreiheit
Das Grundrecht der Meinungsfreiheit stellt eine Grundlage des demokratischen Gemeinwesens dar, was sich in seinem hohen Stellenwert in der Rechtsprechung widerspiegelt. Das Bundesverfassungsgericht bezeichnet es seit dem grundlegenden Lüth-Urteil von 1958, das in mehrerer Hinsicht als Grundsatzurteil der Grundrechtslehre gilt, als konstituierend für die freiheitliche demokratische Grundordnung.
Die Meinungsfreiheit schützt das Recht, seine Meinung in Wort, Schrift und Bild frei zu äußern und zu verbreiten (Art. 5 Abs. 1 Satz 1 HS 1 GG). Das Bundesverfassungsgericht definiert den Begriff Meinung als Aussage, der ein Element der Stellungnahme und des Dafürhaltens im Rahmen einer geistigen Auseinandersetzung innewohnt, mithin subjektives Werturteil im Sinne von Stellungnahmen, Beurteilungen, Wertungen, Auffassungen ist, unabhängig von Form und Inhalt. Auch Meinungen, die der verfassungsmäßigen Ordnung zuwiderlaufen, werden durch die Meinungsfreiheit geschützt. Das Grundgesetz vertraut darauf, dass sich solche Meinungen in der Öffentlichkeit nicht durchsetzen. Werbeaussagen und andere kommerzielle Äußerungen werden vom Schutzbereich der Meinungsfreiheit erfasst, soweit sie einen meinungsbildenden Inhalt enthalten. So kann beispielsweise Schockwerbung durch die Meinungsfreiheit geschützt werden. Hiermit setzte sich das Bundesverfassungsgericht maßgeblich in den Benetton-Entscheidungen von 2000 und 2001 auseinander.
Keine Meinungen sind Tatsachenbehauptungen, da die wertende Komponente fehlt. Eine Tatsachenbehauptung zeichnet sich dadurch aus, dass über ihre Wahrheit Beweis erhoben werden kann, was bei Meinungsäußerungen nicht möglich ist. In der Praxis stehen Tatsachenbehauptungen häufig allerdings nicht isoliert, sondern in einem Verbund mit Meinungsäußerungen. Um den Meinungsinhalt in solchen Fällen effektiv zu schützen und hierdurch den freien Kommunikationsprozess zu fördern, wird der Schutzbereich auch auf Tatsachenbehauptungen erstreckt, sofern ihnen Meinungsbildungen zugrunde liegen und eine Loslösung voneinander sinnentstellend wirkte. Von vornherein nicht schutzfähig sind nach der Rechtsprechung des Bundesverfassungsgerichts allerdings Tatsachenbehauptungen, die erwiesen unwahr sind, da diese den Prozess der freien Meinungsbildung nicht in schützenswerter Weise fördern können. Gleiches gilt für Tatsachenbehauptungen, von denen der Äußernde weiß, dass sie nicht wahr sind.
Die Abgrenzung zwischen Tatsachenbehauptung und Meinungsäußerung ist aufgrund des schwächeren rechtlichen Schutzes der Tatsachenbehauptung von großer praktischer Bedeutung, gestaltet sich aufgrund des häufig fließenden Übergangs zwischen beiden Äußerungsformen allerdings oft schwierig. Maßgeblich richtet sich die Beurteilung nach den Umständen des Einzelfalls. So bewertete die Rechtsprechung beispielsweise die Bezeichnung von Soldaten als Mörder als Meinung. Zwar handele es sich beim Vorwurf einer Straftat grundsätzlich um eine Tatsachenbehauptung, allerdings legten Wortlaut und Kontext der Äußerung nahe, dass der Äußernde Soldaten nicht einer Straftat bezichtigen, sondern Kritik am Soldatenberuf üben wollte. Die Äußerung, bei der CSU-Partei handele es sich um die NPD Europas, beurteilte die Rechtsprechung ebenfalls als Meinungsäußerung: Zwar sei sie wie eine Tatsachenbehauptung formuliert, allerdings sei sie derart substanzarm, dass die Auslegung der Aussage als Werturteil näher liege. Das Bundesverfassungsgericht fordert, dass sich Gerichte bei Aussagen, die in unterschiedlicher Weise gedeutet werden können, mit den jeweiligen Deutungsvarianten präzise auseinandersetzen und im Zweifel von derjenigen Auslegungsvariante ausgehen, die den größtmöglichen Schutz durch die Meinungsfreiheit genießt. Bei einer anderen Herangehensweise bestünde die Gefahr, dass die Meinungsäußerungsfreiheit in übermäßiger Weise verkürzt und dadurch der öffentliche Kommunikationsprozess beeinträchtigt werde. Dieses Prinzip gilt allerdings nicht bei Prozessen, die sich auf das künftige Unterlassen einer Äußerung richten, da es dem Äußernden zugemutet werden kann, seine Äußerung in Zukunft eindeutig zu fassen.
Die Meinungsfreiheit schützt die Äußerung und Verbreitung von Meinungen. Dies umfasst das Recht, darüber zu bestimmen, in welcher Weise und an welchem Ort die Äußerung stattfindet.

##### Informationsfreiheit
Schutzobjekt des Grundrechts der Informationsfreiheit ist die ungehinderte Information aus allgemein zugänglichen Quellen (Art. 5 Abs. 1 Satz 1 HS 2 GG). Dieses Grundrecht soll Bürgern ermöglichen, sich umfassend informieren zu können, beispielsweise aus Zeitungen, Rundfunk- und Fernsehsendungen.
Als allgemein zugänglich gelten Quellen, die dazu geeignet und bestimmt sind, einem individuell nicht bestimmbaren Personenkreis Informationen zu verschaffen. Das Grundrecht kann auch Mietern einen Anspruch gegen ihre Vermieter auf Zustimmung zur Errichtung einer Parabolantenne geben, um ausländische Fernsehprogramme zu empfangen. Die Informationsfreiheit ist verfassungsrechtlich nur dann gewährleistet, wenn die Informationsquelle allgemein zugänglich ist. Dem Einzelnen soll ermöglicht werden, sich seine Meinung auf Grund eines weitgestreuten Informationsmaterials zu bilden. Er soll bei der Auswahl des Materials keiner Beeinflussung durch den Staat unterliegen. Diese sogenannte Rezipientenfreiheit ist etwa durch die Einziehung einer Zeitung beeinträchtigt, weil in diesem Fall die schlichte Entgegennahme der Informationen durch die interessierten Leser nicht mehr möglich ist.
Die Informationsfreiheit erstreckt sich nicht auf den behördlichen Bereich, etwa das Akteneinsichtsrecht oder den Auskunftsanspruch von Verfahrensbeteiligten gemäß § 25 und § 29 VwVfG.
Aus Art. 5 GG folgt auch kein Anspruch auf Eröffnung neuer Informationsquellen.
Der Staat ist nicht verpflichtet, dem Bürger verfügbare Informationen zu beschaffen und zu präsentieren. Das einfachgesetzliche Recht auf Information (engl. Right to know) ist in den Informationsfreiheitsgesetzen geregelt. § 1 Abs. 1 Satz 1 IFG gewährt jedem gegenüber den Behörden des Bundes einen Anspruch auf Zugang zu amtlichen Informationen. Entsprechende Gesetze gibt es in fast allen Bundesländern.

##### Pressefreiheit
Art. 5 Absatz 1 Satz 2 GG gewährleistet die Pressefreiheit. Auch diesem Grundrecht misst die Rechtsprechung eine hohe Bedeutung zu, da die freie Presse den Bürgern Informationen bereitstellt, auf deren Grundlage sie Meinungen bilden können. Daher besitzt die Freiheit der Presse eine ähnlich zentrale Bedeutung für die Demokratie wie die Meinungsfreiheit.
Unter den Begriff der Presse fallen Druckerzeugnisse, die zur Verbreitung an einen unbestimmten Personenkreis geeignet und bestimmt sind. Die Pressefreiheit steht jeder Form von Presse zur Seite; deren Seriosität ist auf Ebene des Schutzbereichs irrelevant. Geschützt werden somit neben der informativen Presse auch die unterhaltende. Auch der Anzeigenteil eines Presseerzeugnisses kann durch die Pressefreiheit geschützt werden. Inwieweit Publikationen in anderen als gedruckten Medien, etwa im Internet, als Presse gelten, ist in der Rechtswissenschaft bislang nicht abschließend geklärt. Die überwiegende Auffassung betrachtet das Vorliegen eines Druckerzeugnisses als Wesensmerkmal von Presse. Elektronische Medien fallen daher nicht in den Schutzbereich der Presse, sondern in den der Rundfunkfreiheit.
In Abgrenzung zur Meinungsfreiheit konzentriert sich der Schutz der Pressefreiheit auf die organisatorische Betätigung der Presse. Während der Inhalt von Presseerzeugnissen regelmäßig in den Schutzbereich der Meinungsfreiheit fällt, schützt die Pressefreiheit das rechtmäßige Erlangen und Verbreiten von Informationen. Auch die Wiedergabe einer fremden Meinung in einem Druckwerk wird durch die Pressefreiheit geschützt. Weitere Ausprägungen der Pressefreiheit stellen das Redaktionsgeheimnis, die Tendenzfreiheit sowie Zeugnisverweigerungsrechte von Journalisten dar. Das presserechtliche Auskunftsverweigerungsrecht besteht nur hinsichtlich des redaktionellen Teils des Presseerzeugnisses; demgegenüber besteht kein derartiges Abwehrrecht hinsichtlich des Anzeigenteils einer Zeitung.
Neben diesen Abwehrrechten, welche die Presse vor hoheitlichen Eingriffen schützen, enthält die Verbürgung der Pressefreiheit auch eine Garantie für das Bestehen freier Presse. Diese erkannte das Bundesverfassungsgericht im Spiegel-Urteil von 1966 an. Aus der Institutionsgarantie der Pressefreiheit folgt, dass die Presse privatwirtschaftlich organisiert sein muss. Auch soll die Presse möglichst staatsfrei strukturiert sein. Ferner folgen aus der Pressefreiheit Auskunftsansprüche von Presseangehörigen gegen staatliche Stellen. Derartige Ansprüche finden sich insbesondere in den Landespressegesetzen. Schließlich müssen sich Hoheitsträger gegenüber Presseorganen inhaltlich neutral verhalten, dürfen also weder bevorzugen noch benachteiligen.

##### Rundfunkfreiheit
Unter dem Begriff des Rundfunks versteht die Rechtswissenschaft die Übermittlung von Inhalten mittels elektromagnetischer Wellen an einen unbestimmten Personenkreis. Die Rundfunkfreiheit schützt die Herstellung und Verbreitung von Inhalten. Insofern weist das Grundrecht eine Parallele zur Pressefreiheit auf. Der Unterschied zwischen beiden Grundrechten liegt nach überwiegender Auffassung darin, dass die verbreiteten Informationen bei der Pressefreiheit in einem Medium verkörpert sind.
Neben dieser Abwehrfunktion enthält die Rundfunkfreiheit einen umfassenden Schutzauftrag zugunsten des freien Rundfunks: Aus Art. 5 Absatz 1 Satz 2 GG leitet das Bundesverfassungsgericht die Aufgabe des Staates ab, ein freiheitliches Rundfunkwesen zu schaffen, das die tatsächlich bestehende Meinungsvielfalt angemessen im Rundfunk repräsentiert. Es betrachtet den Rundfunk als besonders bedeutendes Kommunikationsmedium, da er sich in besonderer Weise durch Aktualität auszeichnet sowie eine große Breitenwirkung und Suggestivkraft besitzt. Darüber hinaus ist die Produktion von Rundfunk kostenaufwändig. Schließlich konnte Rundfunk aufgrund einer begrenzten Anzahl von Frequenzen lediglich in begrenztem Umfang betrieben werden. Diese Sondersituation des Rundfunks führt dazu, dass dem Gesetzgeber die Aufgabe zufällt, eine freiheitliche Rundfunkordnung zu schaffen. Als wesentliche Voraussetzung einer solchen Ordnung sieht das Bundesverfassungsgericht die Abbildung der gesellschaftlichen Vielfalt an. Um dies zu gewährleisten, müssen Rundfunkanstalten pluralistisch organisiert sein. Der staatliche Einfluss muss hierbei begrenzt werden. Dem Rundfunk komme ferner die Aufgabe zu, mit seinen Programmen eine mediale Grundversorgung zu bieten.
Auf das Grundrecht der Rundfunkfreiheit können sich zum einen private Rundfunkveranstalter berufen. Zum anderen steht das Grundrecht öffentlich-rechtlichen Rundfunkanstalten offen, da sie trotz ihrer Zugehörigkeit zur öffentlichen Hand durch ihre Informationstätigkeit ein Freiheitsrecht zugunsten der Bürger ausüben. Diesen räumt das Grundrecht auch einen Anspruch auf eine funktionsgerechte Finanzmittelausstattung ein.

##### Filmfreiheit
Das Grundrecht der Filmfreiheit schützt Produktion und Verbreitung von Filmen. Da Filme als Kunstwerke regelmäßig der Kunstfreiheit unterfallen, die einen weitergehenden Schutz als die Filmfreiheit gewährleistet, ist dieses Grundrecht von geringer praktischer Bedeutung.

### Eingriff
Ein Eingriff liegt vor, wenn der Gewährleistungsinhalt eines Grundrechts durch hoheitliches Handeln verkürzt wird.
In Bezug auf die Meinungsfreiheit stellt jede Maßnahme einen Eingriff dar, die das Äußern oder Verbreiten von Meinungen erschwert. Dies trifft beispielsweise auf strafgerichtliche Verurteilungen wegen Beleidigung, übler Nachrede oder Verleumdung zu. Als Eingriffe in die Presse- und Rundfunkfreiheit kommen Maßnahmen in Betracht, die die Tätigkeit von Presse und Rundfunk erschweren. Dies bejahte die Rechtsprechung beispielsweise für die Aufnahme eines Presseorgans in einen Verfassungsschutzbericht. In die Informationsfreiheit wird schließlich dadurch eingegriffen, dass der freie Zugang zu einer Informationsquelle beeinträchtigt wird.

### Rechtfertigung eines Eingriffs
Liegt ein hoheitlicher Eingriff vor, ist dieser rechtmäßig, soweit er verfassungsrechtlich gerechtfertigt ist. Gemäß Art. 5 Absatz 2 GG dürfen die Grundrechte aus Art. 5 Absatz 1 GG durch allgemeine Gesetze, gesetzliche Bestimmungen zum Schutz der Jugend und das Recht der persönlichen Ehre beschränkt werden (sogenannte Schrankentrias).

#### Allgemeine Gesetze
Als allgemeine Gesetze betrachtet die Rechtsprechung Normen, die sich nicht gegen eine spezifische Meinung richten und dem Schutz eines bedeutenden Rechtsguts dienen. Hierzu zählen beispielsweise die Beleidigungsdelikte und das Deliktsrecht.
Kein allgemeines Gesetz stellt demgegenüber § 130 Absatz 4 des Strafgesetzbuchs dar, da diese Norm die Billigung der nationalsozialistischen Gewalt- und Willkürherrschaft verbietet, sich also gegen eine bestimmte Meinung richtet. Das Bundesverfassungsgericht ging in seiner Wunsiedel-Entscheidung von 2009 dennoch von der Verfassungskonformität der Norm aus: Die Grundrechte des Art. 5 Absatz 1 GG unterliegen nicht lediglich den Vorgaben des Art. 5 Absatz 2 GG, sondern können darüber hinaus wie jedes Grundrecht mit Ausnahme der Menschenwürdegarantie (Art. 1 Absatz 1 GG) durch kollidierendes Verfassungsrecht beschränkt werden. Die Ablehnung des NS-Regimes sei eine grundlegende Wertentscheidung des Grundgesetzes, weswegen sie die Meinungsfreiheit als kollidierendes Verfassungsrecht losgelöst von Art. 5 Absatz 2 GG beschränken kann.

#### Jugendschutz
Das verfassungsrechtlich bedeutsame Interesse an einer ungestörten Entwicklung der Jugend berechtigt den Gesetzgeber zu Regelungen, durch welche der Jugend drohende Gefahren abgewehrt werden. Das betrifft im Anwendungsbereich des Art. 5 GG vor allem Druck-, Ton- und Bilderzeugnissen, die Gewalttätigkeiten oder Verbrechen glorifizieren, Rassenhass provozieren, den Krieg verherrlichen oder sexuelle Vorgänge in grob schamverletzender Weise darstellen und deswegen zu erheblichen, schwer oder gar nicht korrigierbaren Fehlentwicklungen führen können. Die Zulässigkeit der Mittel, mit denen der Gesetzgeber den Schutz der Jugend gewährleisten darf, hängt von einer Güterabwägung zwischen der Forderung nach umfassendem Grundrechtsschutz und dem verfassungsrechtlich hervorgehobenen Interesse an einem effektiven Jugendschutz ab.

#### Recht der persönlichen Ehre
Der Schutz der persönlichen Ehre entspricht nach heutigem Verständnis dem des allgemeinen Persönlichkeitsrechts. So greift beispielsweise die gerichtliche Untersagung von Berichterstattung oder die Pflicht zum Abdruck einer Berichtigung in die Freiheit der Presse ein. Die Anspruchsgrundlagen, auf die solche Maßnahmen gestützt werden können, stellen allgemeine Gesetze dar. Sie erfordern eine Interessenabwägung im Einzelfall.

#### Zensurverbot
Art. 5 Abs. 1 Satz 3 GG enthält mit dem Zensurverbot eine sogenannte Schranken-Schranke, also eine Grenze, die den in Art. 5 Abs. 2 GG genannten Schranken gezogen ist. Unzulässig ist nach Art. 5 Absatz 1 Satz 3 GG die Vorzensur. Hierunter fallen Maßnahmen, die dazu verpflichten, ein Werk vor Veröffentlichung genehmigen zu lassen.
Nicht unter das Zensurverbot fallen vorherige Eignungsprüfungen, die nicht die Zulassung eines Kommunikationsinhalts, sondern seine Eignung für einen bestimmten Zweck betreffen, beispielsweise die Zulassung eines Buches als Lehrmittel im Unterricht.

### Prüfschema des Bundesverfassungsgerichts
Bei der Prüfung einer ehrenrührigen Äußerung folgt das Bundesverfassungsgericht üblicherweise einem Schema, bei dem zunächst unterschieden wird, ob eine Meinungsäußerung oder eine Tatsachenbehauptung vorliegt. Handelt es sich um eine Meinungsäußerung und ist diese schlicht herabsetzend, wird bei der Entscheidung einzelfallbezogen abgewogen. Handelt es sich um eine gegen die Menschenwürde verstoßende Äußerung, eine Formalbeleidigung oder eine Schmähkritik, geht der Ehrenschutz vor. Im Falle einer Tatsachenbehauptung wird zwischen wahren und unwahren Behauptungen unterschieden. Berührt eine wahre Tatsachenbehauptung die Sozialsphäre des Betroffenen, wird bei der Entscheidung einzelfallbezogen abgewogen. Berührt eine wahre Tatsachenbehauptung hingegen die Intimsphäre eine Betroffenen, geht der Ehrenschutz vor. Bei unwahren Tatsachenbehauptungen wird zunächst untersucht, ob die Behauptung als erwiesenermaßen unwahr gelten kann und ob derjenige, der die Behauptung aufgestellt hat, sich dessen bewusst war. Eine erwiesenermaßen unwahre ehrenrührige Äußerung wird durch Artikel 5 Absatz 1 GG nicht geschützt. Wenn eine Behauptung nicht erwiesenermaßen unwahr ist oder die Äußerung in der Annahme erfolgt ist, es handele sich um die Wahrheit, so wird untersucht, ob die erforderliche Sorgfalt eingehalten wurde. Ist dies der Fall, wird bei der Entscheidung einzelfallbezogen abgewogen. Hat es hingegen an der erforderlichen Sorgfalt gemangelt, geht der Ehrenschutz vor.

## Art. 5 Absatz 3 GG

### Schutzbereich
Art. 5 Absatz 3 GG gewährleistet die Freiheit von Wissenschaft, Forschung und Lehre sowie die Freiheit der Kunst.

#### Freiheit von Wissenschaft, Forschung und Lehre
Der Dreiklang aus Wissenschaft, Forschung und Lehre bedeutet nicht das Nebeneinander dreier selbstständiger Grundrechte. Vielmehr handelt es sich um Ausprägungen eines einheitlichen Grundrechts, das die Wissenschaftsfreiheit gewährleistet. Forschung und Lehre stellen lediglich konkretisierende Unterbegriffe der Wissenschaft dar.
Art. 5 Absatz 3 GG beschränkt wie Art. 5 Absatz 1 GG den Kreis der Grundrechtsträger nicht. Daher schützt das Grundrecht jeden, der mit wissenschaftlicher Methodik zu Erkenntnissen gelangen will. Dies betrifft typischerweise Angehörige von Hochschulen und Forschungsinstituten, freie Wissenschaftler und Studenten. Auch Forschungseinrichtungen selbst stellen nach Maßgabe von Art. 19 Absatz 3 GG Grundrechtsträger dar, sowohl private als auch vom Staat getragene. Die Grundrechtsberechtigung staatlicher Stellen stellt eine Ausnahme vom Grundsatz des Art. 1 Absatz 3 GG dar, nach dem die öffentliche Hand nicht Grundrechtsträger, sondern Grundrechtsverpflichteter ist. Sie beruht darauf, dass die Hochschulen in der Staatsorganisation weitgehende Selbstständigkeit besitzen und vorrangig dazu dienen, Privatpersonen die Ausübung ihrer Forschungsfreiheit zu ermöglichen.
Als Wissenschaft gelten Tätigkeiten, die nach Inhalt und Form als ernsthafter planmäßiger Versuch zur Ermittlung der Wahrheit anzusehen sind. Es genügt das ernsthafte Bemühen um das Erzielen wissenschaftlicher Erkenntnisse. Vom Schutzbereich ausgeschlossen sind lediglich solche Praktiken, die lediglich den Anschein einer wissenschaftlichen Vorgehensweise besitzen und wissenschaftliche Standards deutlich verfehlen.
Das Grundrecht schützt zunächst umfassend die freie Forschung. Als Forschung gelten Tätigkeiten, durch die in methodischer, systematischer und nachprüfbarer Weise Erkenntnisse gewonnen werden sollen. Deren Schutz umfasst insbesondere die Unabhängigkeit des Forschers, die freie Wahl von Forschungsgegenstand und Methodik sowie den Umgang mit den gewonnenen Erkenntnissen.
Die Lehrfreiheit erfasst die Weitergabe des durch wissenschaftliche Forschung erlangten Wissens. Dieses Grundrecht schützt insbesondere die Lehrtätigkeit an Hochschulen. Nicht geschützt wird hingegen die Lehre an öffentlichen Schulen: für diese ist das speziellere Grundrecht des Art. 7 GG einschlägig.
Schließlich verpflichtet Art. 5 Absatz 3 Satz 1 GG den Staat dazu, die Grundlagen freier Forschung zu schaffen und zu erhalten. Dieser besitzt daher die Aufgabe, Institutionen für einen freien Wissenschaftsbetrieb bereitzustellen und sie mit angemessenen Finanzmitteln auszustatten. Dies geschieht insbesondere durch die Errichtung staatlicher Hochschulen. Diese besitzen eine weit reichende Autonomie gegenüber anderen hoheitlichen Stellen.

#### Freiheit der Kunst
Die durch Art. 5 Absatz 3 Satz 1 GG gewährleiste Kunstfreiheit schützt die Freiheit der Kunst. Der Begriff der Kunst ist einer juristischen Definition insofern schwer zugänglich, als dass sich Kunst dadurch auszeichnet, neue Formen anzunehmen. Außerdem soll ein staatliches Kunstrichtertum, wie es zur Zeit des Nationalsozialismus bestand, ausgeschlossen sein. Um näherungsweise zu bestimmen, welche Werke durch die Kunstfreiheit geschützt werden, entwickelte die Rechtswissenschaft mehrere Formeln, die sich einander ergänzen. Das Bundesverfassungsgericht sah im Mephisto-Urteil von 1971 als kennzeichnendes Merkmal der Kunst an, dass durch freie schöpferische Gestaltung bestimmte Eindrücke, Erfahrungen, und Erlebnisse des Künstlers zum Ausdruck gebracht werden. Dies wird als materialer Kunstbegriff bezeichnet. Nach dem formellen Kunstbegriff liegt ein Kunstwerk vor, wenn es einer künstlerischen Werkart, etwa Roman, Gemälde oder Film, zuzuordnen ist. Der offene Kunstbegriff stellt demgegenüber schließlich darauf ab, dass sich Kunstwerke durch ein verständiges Publikum auf unterschiedliche Art interpretieren lassen.
Die Kunstfreiheit schützt sowohl die Herstellung von Kunst als auch deren Verbreitung. Ersteres wird in der Rechtswissenschaft als Werk- letzteres als Wirkbereich bezeichnet. Grundrechtlichen Schutz erfährt somit beispielsweise neben der Anfertigung des Kunstwerks auch die Werbung hierfür, da sie dessen Rezeption durch die Öffentlichkeit fördert. Nicht durch die Kunstfreiheit geschützt werden demgegenüber rein kommerzielle Interessen, etwa der Handel mit Kunst. Hierfür sind andere Grundrechte, insbesondere die Berufsfreiheit (Art. 12 GG) und die Eigentumsgarantie (Art. 14 GG) einschlägig.
Neben der Funktion als subjektives Abwehrrecht enthält die Kunstfreiheit auch eine objektive Wertentscheidung des Gesetzgebers, die den Staat zur Förderung der Kunst verpflichtet.
Einschlägige Grundrechtsträger sind in erster Linie Künstler. In Betracht kommen aber auch solche Personen, die die Kunst einem Publikum zugänglich machen, etwa Verleger, Filmproduzenten, Schallplattenhersteller und Geschäftsführer eines Buchverlags. Juristische Personen können nach Maßgabe von Art. 19 Absatz 3 GG ebenfalls Träger des Grundrechts sein. Hierzu zählen auch bestimmte staatliche Einrichtungen, etwa Hochschulen für Kunst oder Musik.

#### Grundrechtskonkurrenzen
Die Forschungsfreiheit geht der Meinungsfreiheit als lex specialis vor. Sie steht wegen der verschiedenen Schutzrichtungen in freier Konkurrenz zur Berufsfreiheit (Art. 12 GG), zur Eigentumsgarantie (Art. 14 GG) und zur Glaubensfreiheit (Art. 4 GG).
Die Kunstfreiheit verdrängt ebenfalls die Meinungsfreiheit, sofern eine Meinung in künstlerischer Weise geäußert wird. Sie ist ebenfalls gegenüber der allgemeinen Handlungsfreiheit (Art. 2 Absatz 1 GG) vorrangig. Sofern ein Kunstwerk einen sakralen Hintergrund besitzt, stehen Kunstfreiheit und Glaubensfreiheit wegen ihrer unterschiedlichen Schutzzwecke nebeneinander.

### Eingriff
Eingriffscharakter besitzen Maßnahmen, die auf die wissenschaftliche Erkenntnisgewinnung einwirken. Dazu zählt die Einflussnahme auf einzelne Forscher oder auf Forschungseinrichtungen insgesamt. Eine Bewertung von Forschungs- und Lehrleistungen kann ebenfalls einen Eingriff darstellen. Das Festlegen von Zugangsvoraussetzungen zu Forschungsinstituten besitzt hingegen keinen Eingriffscharakter. Aufgrund der objektiven Wertenscheidung des Grundrechts, die den Staat zur Gewährleistung von Zugangsmöglichkeiten zur Forschung verpflichtet, kann auch in dem Unterlassen der Forschungsförderung ein Grundrechtseingriff liegen.
Eingriffe in die Kunstfreiheit stellen Maßnahmen dar, welche die freie künstlerische Betätigung oder die Verbreitung von behindern. Hierzu zählt beispielsweise das Einwirken auf Methoden, Inhalte und Tendenzen der künstlerischen Tätigkeiten. Keinen Eingriffscharakter besitzt das Fördern einzelner Kunstrichtungen. Kommt es hierbei zu einer merklichen Ungleichbehandlung unter den Künstlern, kann dies einen Grundrechtseingriff darstellen.

### Rechtfertigung
Art. 5 Absatz 3 GG enthält seinem Wortlaut nach keine Möglichkeit, die Freiheit von Kunst und Wissenschaft zu beschränken. Die Schranken des Art. 5 Absatz 2 GG lassen sich aus gesetzessystematischen Gründen nicht auf die Gewährleistungen des Art. 5 Absatz 3 GG übertragen. Daher kann sich die Rechtfertigung eines Eingriffs lediglich aus kollidierendem Verfassungsrecht ergeben. Diese Beschränkungsmöglichkeit beruht darauf, dass sich Verfassungsbestimmungen als gleichrangiges Recht nicht gegenseitig verdrängen, sondern im Fall einer Kollision in ein Verhältnis praktischer Konkordanz gebracht werden. Dies erfordert eine Abwägung zwischen der Forschungsfreiheit und dem kollidierenden Gut. Diese soll einen möglichst schonenden Ausgleich herstellen, der nach beiden Seiten hin jedem Verfassungsgut möglichst weit reichende Geltung verschafft. Ein auf die Verletzung eines Verfassungsguts gestützter Eingriff in die Forschungsfreiheit bedarf außerdem einer gesetzlichen Konkretisierung.
Einschränkungen der Forschungsfreiheit können sich beispielsweise aus der durch das Grundrecht selbst geschützten Funktionsfähigkeit von Forschungseinrichtungen ergeben. Die Lehrfreiheit kann durch das Recht auf die freie Wahl einer Ausbildungsstätte eingeschränkt werden, das durch Art. 12 Absatz 1 GG gewährleistet wird. Vielfältige Beschränkungsmöglichkeiten, etwa die Pflicht zum vertraulichen Umgang mit personenbezogenen Daten, ergeben sich aus dem allgemeinen Persönlichkeitsrecht, das die Rechtswissenschaft aus Art. 1 Absatz 1 GG in Verbindung mit Art. 2 Absatz 1 GG ableitet. Verstößt die Forschungsfreiheit gegen die Menschenwürde aus Artikel 1 Absatz 1 GG, ist sie in jedem Fall verfassungswidrig. Eingriffe können sich ebenfalls auf den Tierschutz stützen, der durch Art. 20a GG Verfassungsrang besitzt. Eine weitere Grundlage für Eingriffe stellt die Gewissensfreiheit aus Art. 4 Absatz 1 GG dar. Eine weitere Schranke stellt die in Artikel 5 Absatz 3 Satz 2 genannte Treuepflicht der Lehre gegenüber der Verfassung dar. Dies stellt eine Ausprägung der auf Art. 33 Absatz 5 gestützten Loyalitätspflicht des Beamten gegenüber der demokratischen Grundordnung dar.
Eine zulässige Beschränkung der Kunstfreiheit stellt beispielsweise die Indizierung eines pornografischen Romans aus Gründen des Jugendschutzes dar. Ebenfalls billigte das Bundesverfassungsgericht zwecks Schutzes des Persönlichkeitsrechts das Verbot eines Romans, dessen Autor intime Details einer Beziehung ohne Einwilligung der Betroffenen beschrieb.
Das Zitiergebot des Art. 19 Absatz 1 Satz 2 GG findet auf die Grundrechte des Art. 5 Absatz 3 GG keine Anwendung, da diese keinen expliziten Gesetzesvorbehalt besitzen.